# Макарово (Аургазинський район)
Мака́рово (рос. Макарово, башк. Макаров) — присілок у складі Аургазинського району Башкортостану, Росія. Входить до складу Тукаєвської сільської ради.
Населення — 18 осіб (2010; 8 в 2002).
Національний склад:
- татари — 62%